# André Traband
André Traband, né le 21 février 1920 à Haguenau (Bas-Rhin) et mort le 6 avril 1992 à Haguenau, est un homme politique français.

## Biographie
André Traband est  né le 21 février 1920 à Haguenau (Bas-Rhin.
Durant la Seconde Guerre mondiale, André Traband est replié à Solignac (Haute-Vienne), près de Limoges.
Avec l'abbé Robert Bengel, il réussit à sauver de la déportation de nombreux enfants dont les parents ont été arrêtés.
Il est reconnu comme un Juste parmi les nations par Yad Vashem.

## Détail des fonctions et des mandats
Mandats locaux
- 1971 - 1977 : maire de Haguenau
- 1977 - 1983 : maire de Haguenau
- 1983 - 1989 : maire de Haguenau
- 1976 - 1982 : conseiller général du canton de Haguenau
- 1982 - 1988 : conseiller général du canton de Haguenau

Mandat parlementaire
- 6 mars 1992 - 6 avril 1992 : sénateur du Bas-Rhin

## Reconnaissance
À Haguenau, une rue porte son nom.